# STARS (ORIGINAL LOVEの曲)
「STARS」（スターズ）は、1999年2月3日に発売されたORIGINAL LOVE通算14作目のシングル。

## 解説
「STARS」はフジテレビ系ドラマ『リング〜最終章〜』主題歌として制作された。オリジナル・アルバム未収録で、ベスト・アルバム『変身』。
田島はドラマ原作の小説を読んで曲に反映した他、しし座流星群からのインスパイアもあったという。ミュージック・ビデオは廃墟となった大仁鉱山で撮影され、後にDVD『太陽に吠えろ』に収録された。
『オハラ☆ブレイク'19夏』にて菅原卓郎（9mm Parabellum Bullet）とのコラボレーションとしてライブ演奏され、後にフジテレビNEXT『オハラ☆ブレイク'19 夏 ライブとドキュメンタリー』で映像が公開された。
「ドラキュラ」はアルバム『L』収録曲のライヴ・ヴァージョン。後にライブ&リミックス・アルバム『XL』にも収録されたが、そこではクロス・フェードの編集が施されて前曲の「大車輪」とつなげられている。

## 収録曲
1. STARS
  - 作詞 · 作曲 · 編曲 : 田島貴男
  - STRINGS ARRANGEMENT : 国吉良一 & 田島貴男
  - フジテレビ系ドラマ『リング〜最終章〜』主題歌
2. ドラキュラ (Live at AKASAKA BLITZ 1998.12.18)
作詞 · 作曲 · 編曲 : 田島貴男
3. STARS（オリジナル・カラオケ）

## リリース日一覧
| 地域 | リリース日   | レーベル    | 規格           | カタログ番号 | 備考                                                                           |
| ---- | ------------ | ----------- | -------------- | ------------ | ------------------------------------------------------------------------------ |
| 日本 | 1999年2月3日 | PONY CANYON | 8cmCDシングル  | PCDA-01134   | タイトル・トラックのオリジナル・カラオケを含む3曲収録。                        |
| 日本 | 1999年       | PONY CANYON | 12cmCDシングル | DSP-1438     | 12センチ・プロモーションCD。タイトルトラックと同曲のラジオ・エディットを収録。 |